# Невське (Багратіоновський район)
Невське (рос. Невское) — селище Багратіоновського району, Калінінградської області Росії. Входить до складу Гвардійського сільського поселення.
Населення —  274 особи (2015 рік). 